# Lollipop (canção de Big Bang e 2NE1)
"Lollipop" é uma canção dos grupos sul-coreanos BIGBANG e 2NE1, criada a fim de promover um celular da linha Cyon da LG Electronics. Lançada em 27 de março de 2009, a canção atingiu a primeira colocação em diversas paradas dos serviços de música online, incluindo a Mnet, onde permaneceu no topo por quatro semanas. "Lollipop" tornou-se o segundo single digital do BIGBANG com vínculos promocionais e seu primeiro lançamento para o mercado coreano no ano de 2009. Adicionalmente, a canção foi utilizada para estrear o grupo 2NE1 de forma não oficial, pois a canção não foi utilizada como seu single de estreia, no entanto, a mesma foi adicionada a seu primeiro extended play (EP) autointitulado lançado em julho do mesmo ano. Um vídeo musical dirigido por Hyun Young-seong, foi lançado em 28 de março de 2009.
Composta e produzida por Teddy Park, "Lollipop" utiliza uma interpolação da canção de mesmo título, "Lollipop", escrita por Julius Dixson e Beverly Ross de 1958.

## Prêmios
| Ano  | Premiação                    | Categoria             | Resultado | Ref.  |
| ---- | ---------------------------- | --------------------- | --------- | ----- |
| 2009 | Cyworld Digital Music Awards | Canção do Mês (Abril) | Venceu    | [ 4 ] |